# Ailill Anguba
Ailill Anguba ['alʼiLʼ 'anɣuva] (zu kymrisch Ellyll, „der [ganz] Andere“, Bezeichnung für Elfen) ist der Name einer Sagengestalt aus dem Ulster-Zyklus der keltischen Mythologie Irlands. Er ist in der Erzählung Tochmarc Étaíne („Das Werben um Étaín“) der Bruder von Eochaid Airem, dem König von Ulster, und dessen Vorgänger Eochaid Fedlech, der als Vater der Königin Medb von Connacht gilt.
König Eochaid Airem wird der Gatte von Étaín in ihrem zweiten Leben, nachdem diese von Fuamnach, der Gattin Midirs, aus Eifersucht als Luftwesen verhext und zur Wiedergeburt als Tochter des Kriegers Étar gezwungen worden war. Da aber Midir Étaín noch immer begehrt, bewirkt er durch einen Zauber, dass sich Eochaids Bruder Ailill unsterblich in sie verliebt. Ailill wird wegen dieser unerfüllten Liebe todkrank, denn Étaín bleibt Eochaid vorerst treu. Als sie schließlich doch nachgibt, um ihm das Leben zu retten, fällt er in der Nacht des Stelldicheins in einen tiefen Schlaf und Midir kommt in seiner Gestalt zu Étaín. Diese will aber nur dann mit ihm fortgehen, wenn Eochaid dies gestattet. Da Midir deshalb seinen Plan ändern muss, hebt er den Zauber auf und lässt Ailill wieder gesunden. Es gelingt ihm allerdings, Eochaid im fidchell-Spiel zu schlagen und Étaín auf diese Weise doch noch zu erobern.